# Orthomorpha hydrobiologica
Orthomorpha hydrobiologica är en mångfotingart som beskrevs av Carl Graf Attems 1930. Orthomorpha hydrobiologica ingår i släktet Orthomorpha och familjen orangeridubbelfotingar. Inga underarter finns listade i Catalogue of Life.